# Charles Leonard
Charles Fredrick Leonard, Jr.  (* 23. Februar 1913 in Fort Snelling; † 18. Februar 2006 in Fort Belvoir, Virginia) war ein US-amerikanischer Generalmajor und Sportler, der im Modernen Fünfkampf aktiv war. Als Offizier kommandierte er unter anderem die 1. Kavalleriedivision und das X. Korps.
Charles Leonard wurde als Sohn eines Armee-Offiziers geboren und wuchs in verschiedenen Militärstützpunkten auf. Seine eigene Ausbildung zum Soldaten erhielt er bis 1935 in der Militärakademie West Point, wo er sich besonders als Schwimmer und Läufer auszeichnete. 1936 startete er bei den Olympischen Spielen in Berlin im Modernen Fünfkampf und errang die Silbermedaille. Dabei stellte er mit 200 Punkten einen absoluten Rekord im Schießen auf, ein Rekord, der erst bei den Olympischen Spielen 1980 von dem schwedischen Fünfkämpfer George Horvath wieder erreicht wurde. In Briefen an seine Freunde und Verwandte warnte er vor Hitler-Deutschland. Filmemacherin Leni Riefenstahl soll so begeistert von seinem Aussehen gewesen sein, dass sie ihn zu überreden versuchte, in Deutschland zu bleiben.
Während des Zweiten Weltkriegs war Leonard als Ausbilder in West Point tätig und kommandierte zwei in Korea stationierte Truppenteile. 1958 bis 1959 hielt er sich auch in Deutschland auf. Von 1964 bis 1965 war er Chef des Army Intelligence Command in Fort Holabrid, anschließend Kommandeur des 10th Army Corps in Fort Lawton in Seattle. 1967 ging er als Generalmajor in Ruhestand. Unter seinen Auszeichnungen befanden sich die Army Distinguished Service Medal und die Legion of Merit.
Leonard wurde auf dem Nationalfriedhof Arlington beerdigt.